# Tocadisco
Tocadisco (rodným jménem Roman Böer, nyní Roman De Garcez) je německý DJ.

## Kariéra
Narodil se 8. června 1974 v Kolíně nad Rýnem. Svou kariéru započal v Düsseldorfu (např. klub Unique). Roku 2000 se vrátil zpět do svého rodného města a založil si vlastní nahrávací studio.
Počin, jímž se dostal do Top 12 časopisu Groove a zapsal se tak do hlubšího povědomí lidí, byl remix písně „Lifestyle“ od Slam. Svůj první singl „Nobody Likes the Records (That I Play)“ vydal ve spolupráci s vydavatelstvím Superstar Records. Tato skladba zaujala např. i DJ Moguaie, který mu umožnil zremixovat svůj počin „Freaks.“ Časopisem Raveline byl v roce 2005 nominován na objev roku 2004.
Tocadisco vystupoval původně pod jinými přezdívkami, jako například S-pin Codek či El Kokadisco. Po remixech různých interpretů (např. Timo Maas nebo Deep Dish) vydal roku 2006 např. singl You're No Good for Me. Z jeho další tvorby můžeme zmínit například remix „Eppur Si Muove“ od Michaela Cretu z projektu Enigma nebo „Morumbi“.

## Studiová alba
V roce 2008 vydal své první studiové album SOLO. Ve spolupráci s Davidem Guettou napsal skladbu „Pop Life“ a získal ocenění MTV Awards v kategorii Best International Dance 2008. O rok později následovalo další studiové album s názvem 128.0 FM.

## Soukromý život
Jeho manželkou je Natashou Garcez, brazilská modelka, jejíž příjmení přijal za své a nyní se jmenuje Roman De Garcez.